# Noah Pallas
Noah Pallas (Helsinki, 9 de febrero de 2001) es un futbolista finlandés que juega en la demarcación de defensa para el Vålerenga de la Eliteserien.

## Carrera
Pallas fue formado en el Käpylän Pallo, desde donde se trasladó al AC Oulu a través del FC Honka para la temporada 2022. En las filas de KäPa y el FC Honka Akatemia, jugó un total de 46 partidos en la Kakkonen durante las temporadas 2019-2021.
Hizo su debut en la Veikkausliiga el 24 de abril de 2022 en el partido contra el IFK Mariehamn, que resultó en una derrota fuera de casa para el AC Oulu. En su primera temporada, jugó un total de 23 partidos de liga. Anotó su primer gol en la Veikkausliiga en el partido de la última jornada de la fase regular el 11 de septiembre de 2022, cuando el AC Oulu venció al HIFK por 6 a 1 en el Bolt Arena.
En la temporada de 2023 jugó más minutos que cualquier otro jugador en el equipo. Después de la temporada, se anunció que se separaría de AC Oulu.
El 20 de noviembre de 2023 se informó en los medios finlandeses que había firmado un contrato con el HJK Helsinki, en un acuerdo de varios años. El 18 de diciembre de 2023, HJK confirmó la firma de un contrato de tres años, que comenzaría en enero de 2024.

## Selección nacional
Hizo su debut con la selección de fútbol de Finlandia en un partido amistoso contra Estonia que finalizó con un resultado de 0-1 a favor del combinado estonio tras el gol de Martin Miller.

## Clubes
| Club              | País      | Año       | Partidos | Goles |
| ----------------- | --------- | --------- | -------- | ----- |
| Käpylän Pallo     | Finlandia | 2019      | 15       | 1     |
| FC Honka Akatemia | Finlandia | 2020-2021 | 31       | 2     |
| AC Oulu           | Finlandia | 2022-2023 | 67       | 2     |
| HJK Helsinki      | Finlandia | 2024-2025 | 39       | 1     |
| Vålerenga         | Noruega   | 2025-     |          |       |